# 科查班巴湖 (拉勞斯區)
12°21′2.02″S 75°46′57″W / 12.3505611°S 75.78250°W

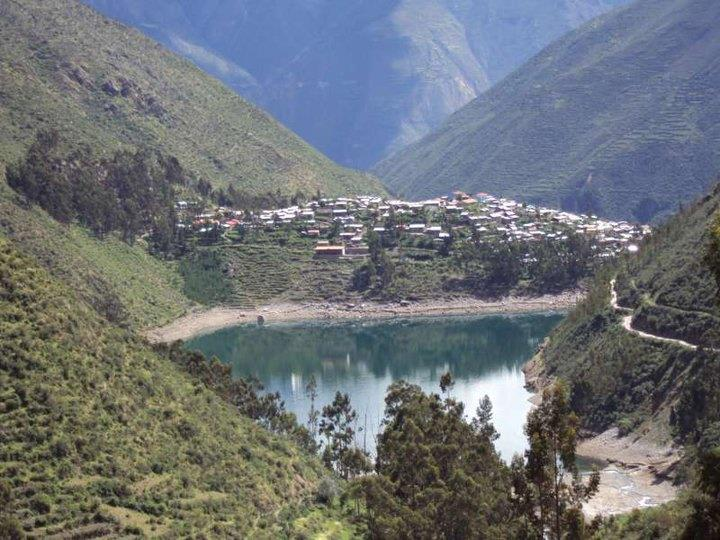

科查班巴湖（Lake Cochabamba），是秘魯的湖泊，位於該國中南部利馬大區，由瓦羅奇里省的拉勞斯區負責管轄，該湖泊處於拉勞斯附近，海拔高度3,373米。